# Filiprim
Filiprim va ser un concurs espectacle presentat per Josep Maria Bachs i a l'última temporada per Jordi Estadella, que es va emetre des de l'any 1986 i durant tres temporades a les tardes de Televisió de Catalunya.
A més del presentador, els altres personatges eren l'avi interpretat per Llàtzer Escarceller i el senyor encarregat interpretat per Jaume Sorribas. Hi va col·laborar el dibuixant Jaume Perich.
Al centre de les bromes del programa sovint hi havia el cantant José Luís Perales, obsessió personal de Jaume Perich, i la població de Palau de Plegamans, que va acabar posant el nom de Filiprim a un carrer.

## Premis
- TP d'Or al millor presentador masculí per Josep Maria Bachs (1989)
- TP d'Or al millor programa d'entreteniment de Catalunya (1988)
- TP d'Or al millor director de programa Josep Maria Bachs (1988)
- TP d'Or al personatge més popular de Catalunya a Jaume Sorribas (1988)
- TP d'Or al millor programa d'entreteniment de Catalunya (1987)